# Segring
Segring är ett fenomen som inträffar när legeringar stelnar. Det innebär att legeringsämnena fördelar sig ojämnt, därför att den fasta fas som utskiljs ur smältan har annan kemisk sammansättning eller legeringshalt än smältan hade.
En sådan skillnad i sammansättning kvarstår sedan i den mån de olika ämnena i legeringen inte kan röra sig, diffundera, i den fasta fasen. För att legeringshalten ska utjämnas genom diffusion krävs i allmänhet långsammare avsvalning eller längre uppehållstid vid hög temperatur än vad som praktiskt kan tillåtas.